# هیادها
هیادها یا هیادس (‎/ˈhaɪ.ə.diːz/‎ ; یونانی باستان: Ὑάδες Hyádes، به‌معنی «باران‌سازان») در اساطیر یونانی خواهرانی از نیمفها هستند که باران می‌آورند.
هیادها دختران اطلس و پلیون و خواهران هیاس بودند، اگرچه یکی از نسخه‌ها والدینشان را هیاس و بئوتیا می‌داند. هیادها خواهران پلیادها و هسپریدها هستند.